# Protodrilidae
Protodrilidae zijn een familie van borstelwormen (Polychaeta).

## Geslachten
- Astomus Jouin, 1979
- Claudrilus Martínez, Di Domenico, Rouse & Worsaae, 2015
- Lindrilus Martínez, Di Domenico, Rouse & Worsaae, 2015
- Megadrilus Martınez, Di Domenico, Rouse & Worsaae, 2015
- Meiodrilus Martínez, Di Domenico, Rouse & Worsaae, 2015
- Protodrilus Hatschek, 1881

### Nomen dubium
- Protannelis Lam, 1922

### Synoniemen
- Parenterodrilus Jouin, 1992 => Astomus Jouin, 1979
- Protoannelis => Protannelis Lam, 1922